# An Khánh Công chúa
An Khánh Công chúa (chữ Hán: 安慶公主), không rõ sinh mất cũng như tên thật, là hoàng nữ của Minh Thái Tổ Chu Nguyên Chương, hoàng đế đầu tiên của nhà Minh.

## Cuộc đời
An Khánh Công chúa là hoàng nữ thứ tư của Minh Thái Tổ, mẹ là Mã Hoàng hậu, đồng thời cũng là con út của bà. Dựa theo năm sinh của Ninh Quốc Công chúa (1364), chị ruột cùng mẹ với An Khánh, và Hoài Khánh Công chúa (1367), hoàng nữ thứ 6 của Thái Tổ, thì công chúa An Khánh sinh vào khoảng năm 1365 hoặc 1366.
Tháng 12 âm lịch năm Hồng Vũ thứ 14 (1381), công chúa An Khánh hạ giá với Âu Dương Luân (歐陽倫), có lẽ bà cũng được sách phong vào thời điểm này.
Vào năm Hồng Vũ thứ 30 (1397), phò mã Luân được Thái Tổ sai đến Tứ Xuyên và Thiểm Tây, là hai nơi trồng cây chè của đất nước. Luân nhiều lần sai thuộc hạ buôn lậu trà, thu được lợi nhuận rất lớn. Luân có một gia nô tên Chu Bảo rất ngạo mạn, thường hay lấy xe của Hữu ty để chở trà, còn hành hung cả tuần cảnh thu thuế ở Lan Châu. Việc tới tai Thái Tổ, ông tức giận buộc phò mã Luân tự sát, Chu Bảo cùng đồng bọn đều bị xử tử.
Về phần công chúa An Khánh không nghe sử sách nhắc đến, cũng không rõ bà qua đời khi nào.

## Phim ảnh
| Năm  | Phim           | Diễn viên | Nhân vật           |
| ---- | -------------- | --------- | ------------------ |
| 2011 | Hồng Võ đại án | Hồ Khả    | An Khánh Công chúa |